# (18907) Kevinclaytor
(18907) Kevinclaytor es un asteroide perteneciente al cinturón de asteroides, descubierto el 31 de julio de 2000 por el equipo del Lincoln Near-Earth Asteroid Research desde el Laboratorio Lincoln, Socorro, Nuevo México.

## Designación y nombre
Designado provisionalmente como 2000 OW20. Fue nombrado  por Kevin E. Claytor (n. 1986) quien obtuvo el tercer lugar en la Feria Internacional de Ciencias e Ingeniería de Intel de 2003 por su proyecto de física. Asiste a la Escuela Secundaria Los Álamos en Los Álamos, Nuevo México, EE. UU.

## Características orbitales
Kevinclaytor está situado a una distancia media del Sol de 2,403 ua, pudiendo alejarse hasta 2,732 ua y acercarse hasta 2,075 ua. Su excentricidad es 0,137 y la inclinación orbital 6,233 grados. Emplea 1360,68 días en completar una órbita alrededor del Sol.
Pertenece a la familia de asteroides de (4) Vesta.

## Características físicas
La magnitud absoluta de Kevinclaytor es 14,35. Tiene 3,010 km de diámetro y su albedo se estima en 0,282.